# Jackson Township (comté de Huntingdon, Pennsylvanie)
Pour les articles homonymes, voir Jackson Township.
Jackson Township est un township situé au sud-ouest du comté de Huntingdon, en Pennsylvanie, aux États-Unis,. En 2010, il comptait une population de 872 habitants.

## Démographie
Lors du recensement de 2010, le township comptait une population de 872 habitants. Elle est estimée, en 2018, à 497 habitants.

### Source de la traduction
- (en) Cet article est partiellement ou en totalité issu de l’article de Wikipédia en anglais intitulé « Jackson Township, Huntingdon County, Pennsylvania » (voir la liste des auteurs).